# Роминешть (Димбовіца)
Роминешть, Роминешті (рум. Românești) — село у повіті Димбовіца в Румунії. Входить до складу комуни Потлоджі.
Село розташоване на відстані 39 км на захід від Бухареста, 42 км на південь від Тирговіште, 146 км на схід від Крайови, 121 км на південь від Брашова.

## Населення
За даними перепису населення 2002 року у селі проживала 3371 особа.
Національний склад населення села:
| Національність | Кількість осіб | Відсоток |
| -------------- | -------------- | -------- |
| цигани         | 1852           | 54,9%    |
| румуни         | 1519           | 45,1%    |

Рідною мовою назвали:
| Мова      | Кількість осіб | Відсоток |
| --------- | -------------- | -------- |
| румунська | 1704           | 50,5%    |
| циганська | 1667           | 49,5%    |